# Stefano Donaudy

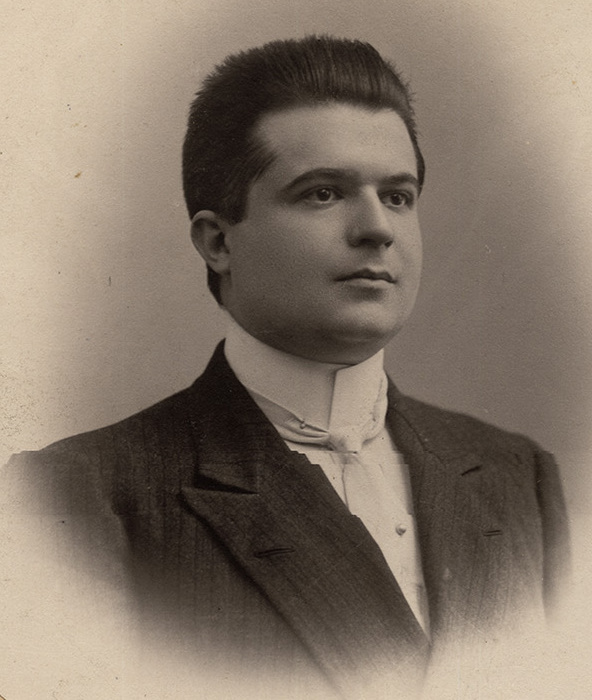
Stefano Donaudy (1906)

Stefano Donaudy (* 21. Februar 1879 in Palermo; † 30. Mai 1925 in Neapel) war ein italienischer Komponist.

## Leben und Werk
Stefano Donaudy wurde am 21. Februar 1879 als Sohn eines französischen Vaters und einer italienischen Mutter in Palermo geboren. Noch als Kind machte er durch sein musikalisches Talent aufmerksam. Er erlernte gleichzeitig das Violine- und das Klavierspielen, und im Alter von zehn Jahren trat er erstmals vor Publikum auf. Angeregt durch seine häufige Besuche des Teatro Politeama, begann er kurze Dramen zu schreiben. Mit 13 Jahren veröffentlichte er die Oper Folchetto, die, obwohl sie nur einmal im privaten Kreis aufgeführt wurde, sein ganzes theatralisches Talent zu Tage brachte. Von 1896 bis 1900 studierte er am Konservatorium von Palermo bei Guglielmo Zuelli.
Stefano Donaudy schrieb des Weiteren die Opern Scampagnata (Palermo 1898), Theodor Körner (Hamburg 27. November 1902), Sperduti nel buio (Palermo 1907), Ramuntcho (Mailand 1921) und La Fiamminga (Neapel 1922). Fast alle seine Liedtexte und Libretti wurden von seinem Bruder Alberto Donaudy (1880–1941) geschrieben oder mit ihm geschrieben, einem Dichter, dessen Stil den vorherrschenden literarischen Geschmack der Zeit widerspiegelte. Heute ist Stefano Donaudy fast ausschließlich wegen einer Sammlung von 36 Arien im antiken Stil (Arie di stile antico) bekannt. Diese wurden erstmals 1918 von Casa Ricordi und mit Überarbeitungen im Jahr 1922 veröffentlicht. Diese Sammlung besteht aus Stücken, die ab 1892 komponiert wurden. Darüber hinaus schrieb Stefano Donaudy Kammermusik und Klavierstücke.